# Carman (Manitoba)
Carman es un pueblo canadiense situado en la provincia de Manitoba.

## Superficie
Carman tiene una superficie de 4,32 km².

## Demografía
En 2021, tenía 3114 habitantes, una densidad poblacional de 721,5 hab./km², y 1466 viviendas.